# Pualas
Pualas est une localité de la province de Lanao du Sud, aux Philippines. En 2015, elle compte 12 866 habitants.